# Антонін Брадач
Антонін Брадач (чеськ. Antonín Bradáč, 7 серпня 1920, Прага — 5 квітня 1991, Прага) — чехословацький футболіст, що грав на позиції нападника.

## Клубна кар'єра
У дорослому футболі дебютував 1939 року виступами за команду «Вікторія» (Жижков), в якій провів один сезон, після чого перейшов у празьку «Славію», за який відіграв 10 сезонів. У складі «Славії» був одним з головних бомбардирів команди разом із своїм братом Войтехом, маючи середню результативність на рівні 0,49 голу за гру першості. За цей час чотири рази виборював титул чемпіона протекторату Богемії і Моравії, а вже після війни у сезоні 1946/47 став з командою чемпіоном Чехословаччини. Завершив кар'єру футболіста виступами за команду «Славія» (Прага) у 1950 році.

## Виступи за збірну
1946 року дебютував в офіційних матчах у складі національної збірної Чехословаччини. Протягом кар'єри у національній команді, яка тривала 3 роки, провів у формі головної команди країни 6 матчів, втім жодного голу так і не забив.
Помер 5 квітня 1991 року на 71-му році життя.

## Титули і досягнення
- Чемпіон Чехословаччини (1): 1946/47
- Чемпіон протекторату Богемії і Моравії (4): 1939/40, 1940/41, 1941/42, 1942/43
- Володар Середньочеського кубка (3): 1941, 1943[1], 1944[1]
- Володар Кубка Чехії (3): 1940/41, 1941/42, 1945